# Київщина

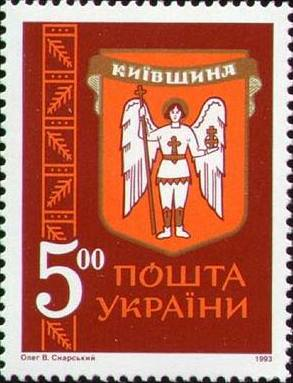
Поштова марка України, 1993

Київщина — історично-етнографічна частина України, яка початково включала в себе центральні і північні області України з центром в Києві, себто лише правий берег Середньої Наддніпрянщини. Лівобережна частина області розташована у Придніпровській низовині, правобережна частково у Поліській низовині та у Придніпровській височині. В сучасному контексті слово Київщина часто позначає Київську область.

## Історичні відомості
Київщина історично склалася як політичне ядро України. Перші поселення з'явилися тут ще в епоху палеоліту. Саме ці землі стали центром Київської Русі. Після розпаду її наприкінці XI століття на окремі державні утворення Київське князівство зберігало свою силу і могутність до самої татаро-монгольської навали. В середині XIV століття Київщина увійшла до складу Литовської Русі. З 1470 року цій території надано статус воєводства.
Люблінська унія поклала початок активному переселенню на київські землі польської шляхти. Внаслідок ревізії так званих «пустих» земель, тобто таких, що не перебували в феодальному володінні, поляки одержали грамоти на володіння ними. Подвійне пригноблення, феодальне і національне, стало причиною зростання визвольного руху, очоленого козаками. Повстання проти польського гніту під проводом К. Косинського (1591-1593) розпочалося нападом на Білоцерківську фортецю і охопило Київщину і Волинь. Це був рух, що переріс у Визвольну війну українського народу. Одна з вирішальних її битв відбулася під Корсунем в урочищі Горохова Діброва, 16 (26) травня 1648 року, в якій армія Богдана Хмельницького здобула блискучу перемогу.
На той час саме тут, на Київщині, були гетьманські столиці Суботів і Чигирин. В часи Гетьманщини було утворено Київський, Канівський, Корсунський, Білоцерківський, Черкаський, Чигиринський, Паволоцький полки реєстрових козаків.
Населення середньої та південної Київщини зменшилось внаслідок подій Руїни. Польща всіляко намагалась повернути собі владу над цими землями. Король Ян Собеський універсалом від 1684 року відновив на Правобережжі козацтво. Сеймом у 1685 році були підтверджені козацькі права і привілеї. Населення Правобережної Україна почало збільшуватися. Були створені Богуславський, Корсунський, Фастівський полки.
Успішність заселеня пов'язана, зокрема, з ім'ям Семена Палія. Після підписання миру з турками (1699 рік) і повернення під владу Польщі Правобережної України польським сеймом були скасовані усі рішення стосовно козацьких прав і привілеїв. В результаті спалахнуло козацьке повстання, що здобуло назву Паліївщини. Центром подій знову стала головна польська фортеця на Київщині — Біла Церква. На підкріплення полякам проти правобережних козаків виступили лівобережні козацькі полки на чолі з Іваном Мазепою, які окупували Київщину і Волинь (1704-1711).
В результаті двох останніх поділів Польщі Правобережна Україна наприкінці XVIII століття захоплена Російською імперією.

### Адміністративно-територіальні одиниці з центром у Києві
- Київське удільне князівство сформувалось в середині IX століття навколо Києва.
- Київське воєводство — адміністративно-територіальна одиниця Великого князівства Литовського (до 1569) та Корони Польської в Речі Посполитій. Утворене в 1471 році.
- Київський повіт — адміністративно-територіальна одиниця Київського воєводства Великого князівства Литовського та Речі Посполитої. Згодом існував у складі Київського намісництва та Київській губернії. Скасований Постановою Всеукраїнського центрального виконавчого комітету від 7 березня 1923 року.
- Київський полк утворений 1648 року як складова частина держави Війська Запорозького.
- Київська губернія І утворена Указом Петра І від 18 грудня 1708 року.
- Київське намісництво утворене за указом імператриці Катерини II від 16 вересня 1781 року після ліквідації автономії Гетьманщини.
- Київська губернія II утворена після III поділу Речі Посполитої в 1797 році.
- Київщина (Київська губернія ІІІ) створена 7 (20) листопада 1917 року Третім Універсалом Української Центральної Ради, як складова частина Української Народної Республіки.
- Київська округа утворена 7 березня 1923 року у складі Київської губернії, губернію ліквідовано в 1925 році, округа проіснувала до 2 вересня 1930 року.
- Київська область утворена 27 лютого 1932 року
- Києво-Святошинський район — колишній район у Київській області. Існував із 1937 до 2020 року.
- Генеральна округа Київ — адміністративно-територіальна одиниця Райхскомісаріату Україна часів Другої світової війни. Офіційно заснована о 12 годині 20 жовтня 1941 року, скасована — в 1944 році. У складі округи існували також Київський ґебіт (міський) у складі одного району (Rayon Kiew-Stadt) та Київський ґебіт (сільський).
- Київ — повітове місто, місто республіканського підпорядкування в складі УРСР з 1978 року, місто зі спеціальним статусом у складі України.

## Галерея

Київщина
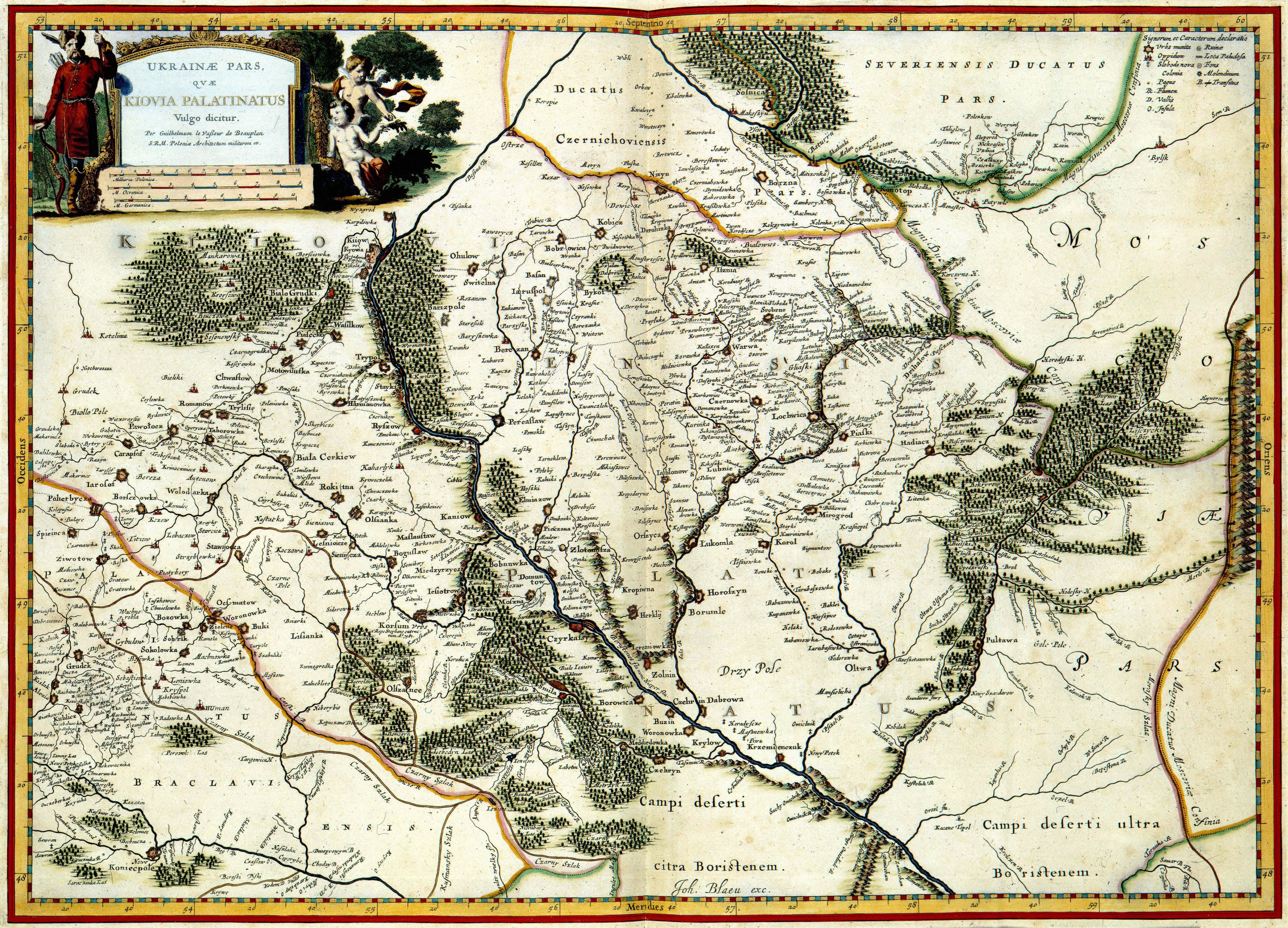
Київщина, Генеральна карта Боплана 1648 року
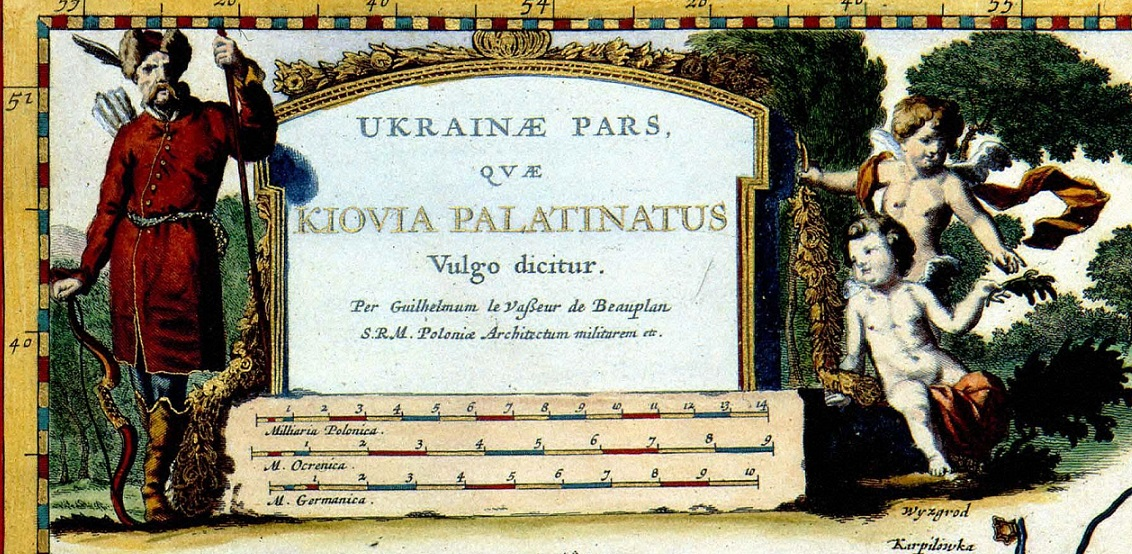
Київщина
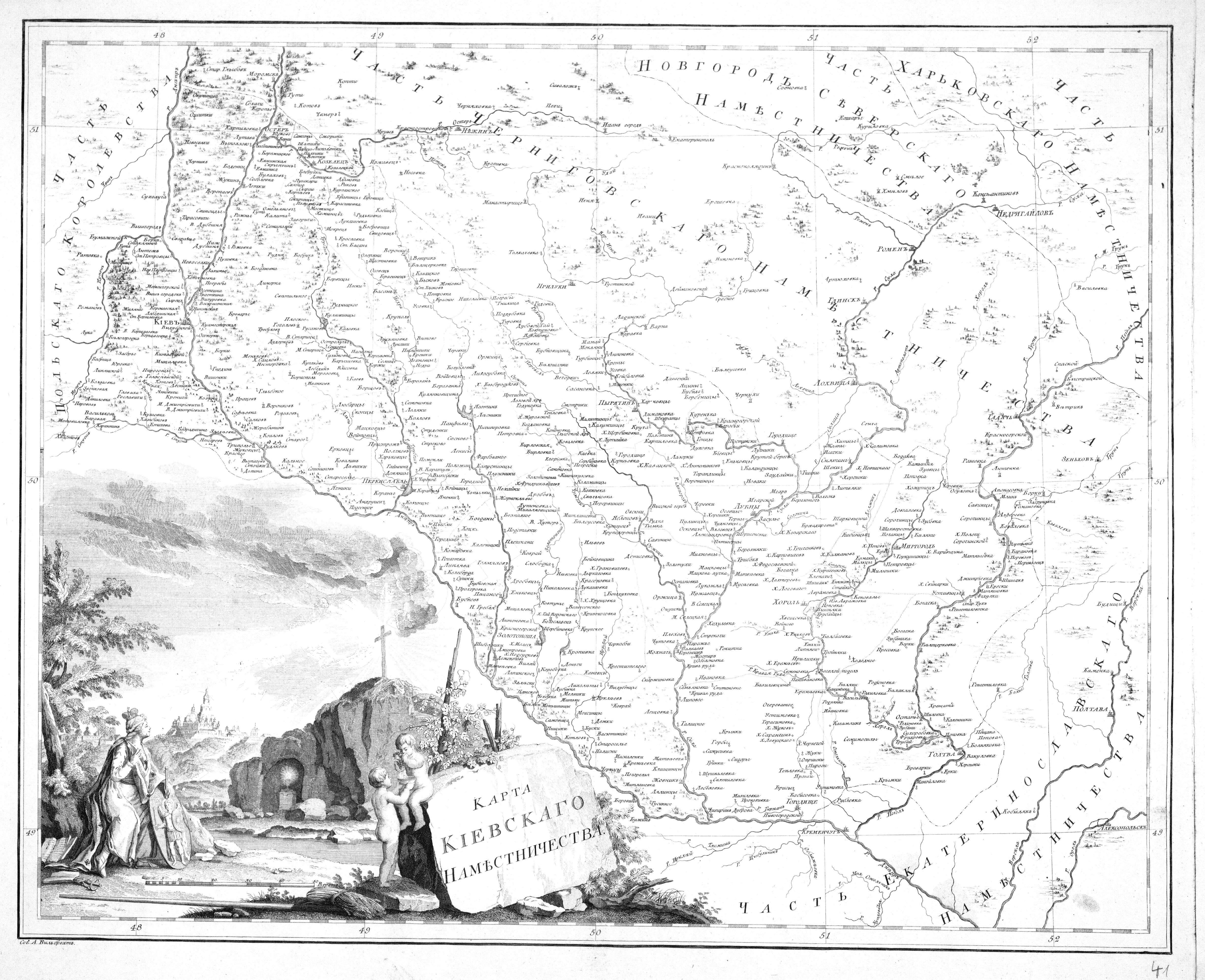
Мапа Київського намісництва, 1792 рік
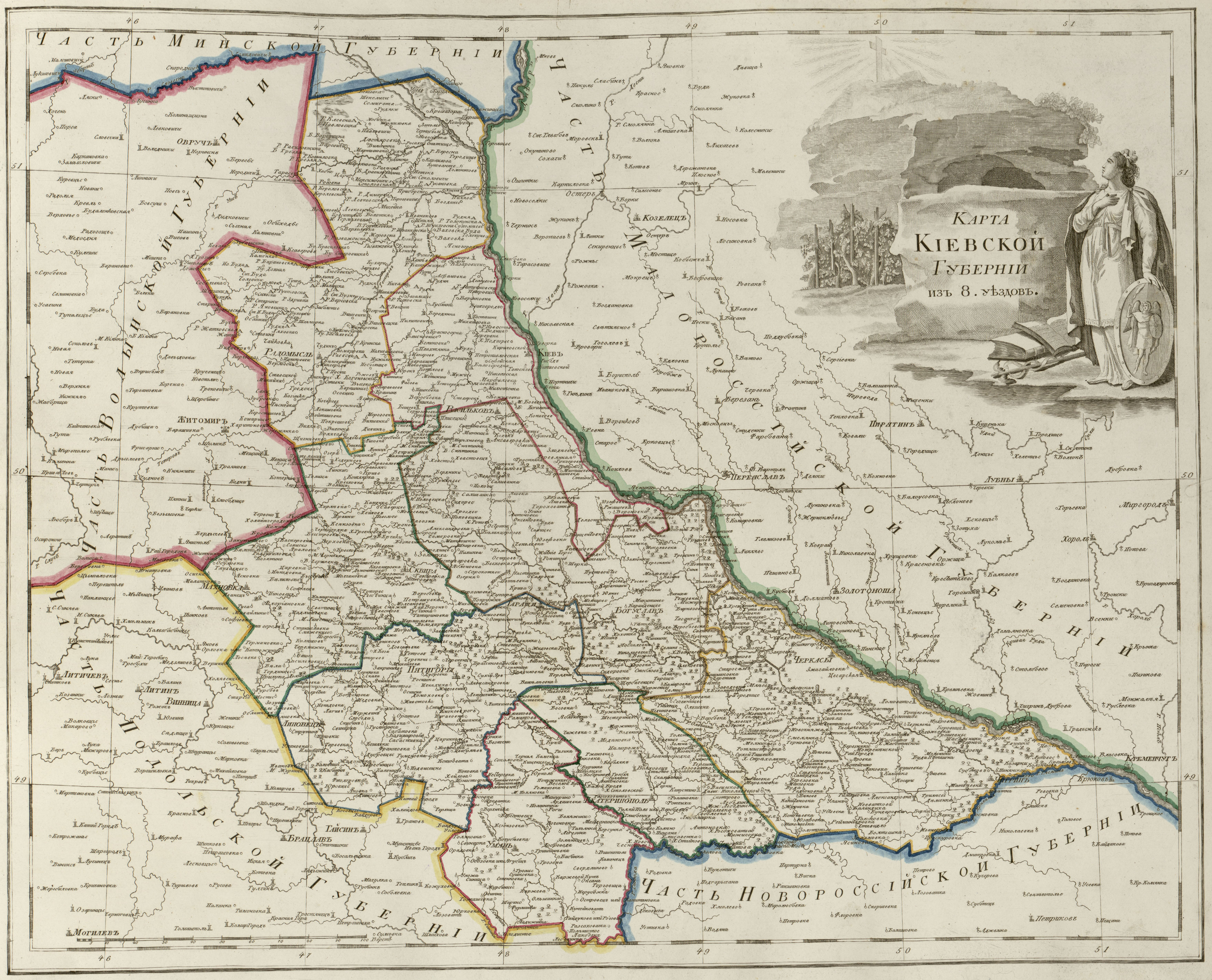
Мапа Київської губернії, 1800 рік
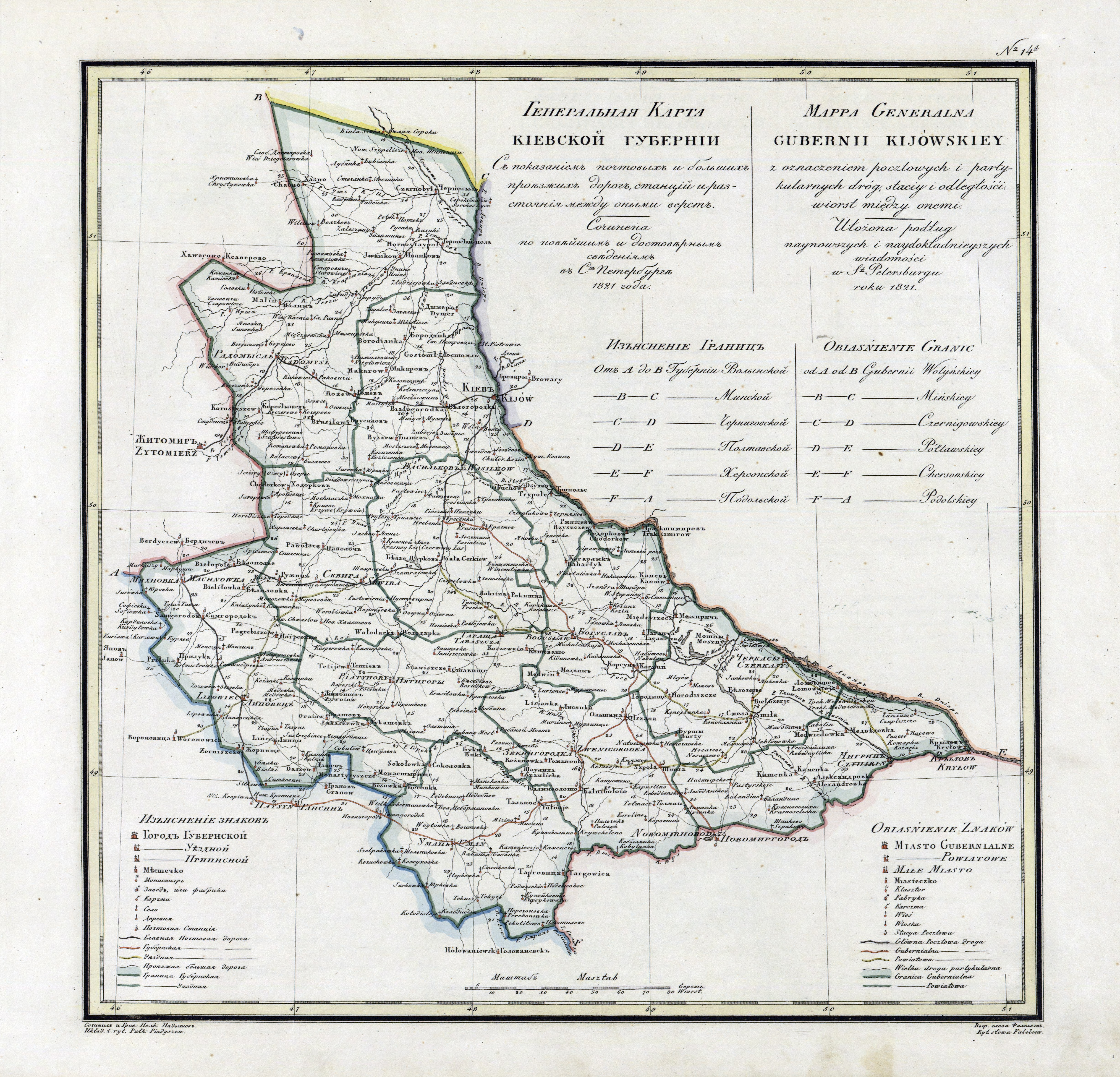
Мапа Київської губернії, 1821 рік